# 로코모티프 스타디움 (타슈켄트)
로코모티프 스타디움(우즈베크어: Lokomotiv Stadium)은 우즈베키스탄의 수도인 타슈켄트에 위치한 경기장으로, 로코모티프 타슈켄트의 홈구장이다.
경기장은 트라크토르 타슈켄트 경기장에 구축되었다. 공사 작업은 2009년에 시작했고, 2012년에 끝났다. 수용 인원은 8,000명이다.
경기장은 2012년 5월 11일에 문을 열었다.

## 기록

### 2020년 하계 올림픽 축구 여자 아시아 지역 2차 예선
| 날짜           | 팀 1         | 스코어 | 팀 2         | 라운드 |
| -------------- | ------------ | ------ | ------------ | ------ |
| 2019년 4월 3일 | 베트남       | 2 - 1  | 우즈베키스탄 | B조    |
| 2019년 4월 6일 | 우즈베키스탄 | 2 - 0  | 요르단       | B조    |
| 2019년 4월 9일 | 홍콩         | 1 - 5  | 우즈베키스탄 | B조    |